# دانشگاه فنی کلاوستال
دانشگاه فنی کلاوستال (به آلمانی: Technische Universität Clausthal)، دانشگاهی در کلاوستال-زلرفلد، نیدرزاکسن، آلمان است. هیئت علمی این دانشگاه متشکل از حدود ۹۰ استاد و ۴۲۰ تدریس‌یار است. در زمستان سال۲۰۱۲ ۰ م. در حدود ۴،۶۳۹ دانشجو در این دانشگاه مشغول به تحصیل بوده‌اند.

دپارتمان هوش محاسباتی این دانشگاه میزبان مسابقات سالیانهٔ برنامه‌نویسی چندعامله است.

## منایع
1. ↑  مشارکت‌کنندگان ویکی‌پدیا. «Clausthal University of Technology». در دانشنامهٔ ویکی‌پدیای انگلیسی، بازبینی‌شده در ۵ آوریل ۲۰۱۱.